# 山崎ユタカ
山崎 ユタカ(やまさきゆたか、1983年9月7日 - )は日本のお笑い芸人、スポーツスタッキングプレイヤー、舞台俳優である。現在はししくらサソリ、いときん。とお笑いトリオ「燕代表」を組み活動中。松竹芸能に所属する。

## 来歴
- 1983年9月7日生まれ[3]。出身地は長野県[3]。
- 2008年-小野裕太とお笑いコンビ「ほうらい」を結成[4]。コンビ結成から、4ヶ月後に 松竹芸能に所属する[5]。
- 2010年-「 ほうらい 」解散。
- 2012年-現在はYouTuberの「デカキン」(当時の芸名はにしやん)と「ベイビーフロート」を結成[6]。2014年にしやんの容姿が YouTuber「 HIKAKIN 」に似ている事から山崎が HIKAKINのモノマネを動画を投稿する事を勧め、「デカキン」としてYouTubeデビューする。山崎は動画の撮影や、編集行っていたが、にしやんの態度や、疲れでだんだん、ストレスが溜まり、編集等での活動を辞退した[7]。
- 2016年-にしやんと仲が悪くなり「ベイビーフロート」は解散となった[8]。
- 同年-「ベイビーフロート」解散後は一時期はピン芸人で活動していたが、学者でありながら、芸人としても活動する「わっしー教授」(本名、鷲田豊明)とコンビ「ギリギリすれすれ」を結成し、M-1グランプリでは当時の最高成績三回戦まで進出した[9][10]。
- 2018年7月からは高橋洋平とお笑いコンビ「ハウメニーピーポー」を組み活動[3]。ハウメニーピーポーは2024年4月23日をもって解散[11]。
- 2024年7月よりししくらサソリといときん。のコンビ「あのつばめ」（2023年4月結成[12]）に合流し仮トリオ「燕代表」を組んで活動開始、M-1グランプリ2024で3回戦まで進出[13]、2024年のキングオブコントでは準々決勝まで進出[2][14]。2025年1月1日に燕代表は正式にトリオとして結成することを発表[1][2]。これと同時に山崎個人の芸名も「山崎代表」に改め、トリオ活動をメインに、状況に応じてピン芸人「山崎代表」としても活動していく予定[1]。

## 人物
- 父親は地元長野県で活動するモノマネ芸人「内気ひろし」[15][16]。
- スポーツスタッキングでは元年代別記録保持者、ダブルス記録保持者という腕前であり、度々、メディアに取り上げられる[17][15]。

## 出演

### テレビ
- 「ぐるナイ」- 日本テレビ
- 「芸人報道」-   TBS
- 「あらびき団」-TBS
- 「『ぷっ』すま」-テレビ朝日
- 「金曜★ロンドンハーツ」-テレビ朝日
- 「笑っていいとも」-フジテレビ
- 「坂上忍の成長マン!!」-テレビ朝日
- 「一夜づけ」-テレビ東京
- 「松竹芸能設立60周年記念まずたおかだ寄席」[18]-BSフジ
- にちようチャップリン(一芸チャップリンに出演) -テレビ東京
- 「大堀商事小島事業部新人山根」[17]-スカパー

### 動画配信
- 「指原莉乃&ブラマヨの恋するサイテー男総選挙」-ABEMA
- 「新宿ピカデリー大人のデート篇」-松竹芸能公式YouTubeチャンネル
- エル・カブキのYouTubeチャンネルに出演し、主にベイビーフロート時代の相方「にしやん」(デカキンの芸人時代の芸名)についてトークした[7]。

### 舞台
- 「電波塔」
- 「東京ZOOM」
- 「sakura」(エアースタジオ公演）
- 「THEBITCH」

### ラジオ
- 「ナベラジ」

## 賞レース成績

### ピンでの成績
- R-1グランプリ
最高成績 -三回戦進出 (2015年)[19]。

### コンビ・ユニットでの成績
- M-1グランプリ

| 年度             | 結果      | エントリー No. | コンビ・ユニット名 |
| ---------------- | --------- | -------------- | ------------------ |
| 2015年（第11回） | 2回戦進出 | 2335           | ベイビーフロート   |
| 2016年（第12回） | 2回戦進出 | 1836           | ギリギリすれすれ   |
| 2017年（第13回） | 3回戦進出 | 1012           | ギリギリすれすれ   |
| 2018年 (第14回)  | 2回戦進出 | 2578           | ハウメニーピーポー |
| 2019年 (第15回)  | 1回戦敗退 | 4342           | ハウメニーピーポー |
| 2020年 (第16回)  | 1回戦敗退 | 2499           | ハウメニーピーポー |
| 2021年 (第17回)  | 2回戦敗退 | 2266           | ハウメニーピーポー |
| 2022年 (第18回)  | 2回戦敗退 | 551            | ハウメニーピーポー |
| 2023年 (第19回)  | 2回戦敗退 | 465            | ハウメニーピーポー |
| 2024年 (第20回)  | 3回戦敗退 | 7211           | 燕代表             |

- 2013年「お笑いガチバトルin敦賀2013」決勝進出[6]。(ベイビーフロート時代)
- 2014年「お笑いライブ4days!」優勝[6]。(ベイビーフロート時代)